# 彈性安全

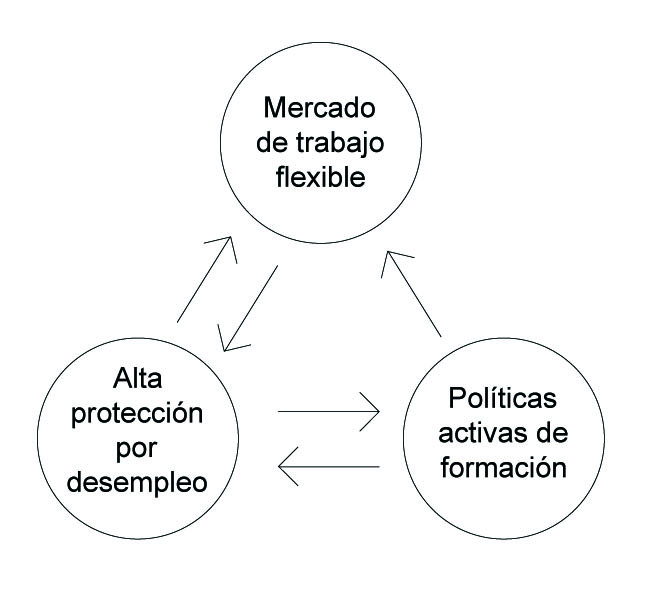
弹性安全概念的三角图示

彈性安全（flexicurity），為結合彈性（flexibility）與安全（security）兩字之詞，包含了經濟動力與就業安全的意思。彈性安全是北歐模式下的勞動市場積極福利政策。
歐洲聯盟委員會認為彈性安全代表了在勞動市場內同時加強市場彈性以及安全性。彈性安全的設計包含了:
- 彈性且可信賴的契約計畫。
- 綜合性的終生學習計畫
- 有效率的勞工市場政策
- 在勞工轉換工作時能提供適切的收入支持，意即能有完善的社會安全制度。